# Sinopec
Sinopec (Companhia Petroquímica da China) é uma empresa de energia chinesa e fornecedora de produtos químicos e derivados do petróleo, com experiência em exploração on-shore e off-shore de óleo cru e gás natural, processamento, refino, distribuição, transporte e comercialização. Em 2012, a Sinopec passou a ocupar o quinto lugar na lista das 500 maiores empresas do mundo, segundo a publicação Forbes. 
A controladora da Sinopec Limited, Sinopec Group, é o maior conglomerado mundial de refino de petróleo, gás e petroquímica.

## História
A Sinopec Limited foi estabelecida como uma subsidiária sob controle da Corporação Petroquímica da China (Grupo Sinopec) em fevereiro de 2000. A empresa foi listada simultaneamente nas bolsas de Hong Kong, Nova York e Londres em outubro de 2000. Uma listagem em Xangai foi concluída em junho de 2001.
Dada a sua base de ativos herdada do Grupo Sinopec, os analistas a classificaram como um player de petróleo mais downstream do que a PetroChina. A Sinopec é a maior empresa de refinaria de petróleo da Ásia em volume anual processado. A Sinopec produz cerca de 1/4 do petróleo bruto que a PetroChina extrai, mas produz 60% mais produtos refinados por ano.
Em dezembro de 2006, a Sinopec adquiriu os ativos da Shengli Petroleum, cujo principal ativo era um campo de petróleo doméstico em maturação, a fim de estabilizar seus insumos brutos e aumentar a taxa de utilização de suas refinarias existentes.
Em março de 2013, a Sinopec Limited concordou em pagar US$ 1,5 bilhão pelos ativos de produção de petróleo e gás do Grupo Sinopec no exterior.
Em agosto de 2013, a Sinopec adquiriu uma participação de 33% nos negócios de petróleo e gás da Apache Corporation no Egito por US$ 3,1 bilhões.
Em dezembro de 2013, a MCC Holding Hong Kong Corp. Ltd. e a MCC Oil & Gas Hong Kong Corp. Ltd. adquiriram uma participação de 18% da Sinopec nos negócios de petróleo e gás por $ 9,3 bilhões. 
Em 2020, a Sinopec tinha um total de 52.000 funcionários internacionais localizados em 327 escritórios diferentes em 60 países e regiões em todo o mundo.
Em 2021, a Sinopec iniciou uma parceria com a fabricante de veículos elétricos chinesa NIO, quando eles revelaram que uma NIO Power Swap Station 2.9 seria colocada na Estação Sinopec Chaoying em Pequim. Além disso, a parceria incluiria a cooperação entre as duas empresas em novos materiais, tecnologia EV inteligente, Battery as a Service (BaaS), construção de instalações recreativas, bem como a compra de veículos.
Em março de 2021, a Sinopec anunciou que 1.000 de seus 30.000 postos de serviço na China oferecerão hidrogênio até o final do ano de 2025 e também planeja aumentar a produção de gás natural em 10% ao ano até 2023. Além das 1.000 estações de abastecimento de hidrogênio e de híbridos de hidrogênio e gasolina, um total de 7.000 estações de geração de energia solar distribuída também devem ser implementadas até 2025.
A Sinopec desenvolveu um projeto de captura e armazenamento de megatoneladas de carbono na China. Consiste em duas partes, a captura de carbono da refinaria Sinopec Qilu e o deslocamento e armazenamento de CO2  do Campo Petrolífero de Shengli. O projeto está operacional desde janeiro de 2022. A construção de outro projeto de captura e armazenamento está prevista para 2026. 
Devido à pandemia de COVID-19  a Sinopec relatou uma perda de 23 bilhões de yuans no período de janeiro a junho de 2020. Em 2021, eles relataram um aumento de 22% na receita, pois a demanda por combustível e petróleo voltou lentamente ao normal.  Em 2022, a empresa relatou um aumento de 25% no lucro líquido no primeiro trimestre. A produção de diesel aumentou quase 10% naquele ano e a produção de gasolina teve um aumento de apenas 0,7%. 
Em abril de 2023, foi assinado um acordo entre a Sinopec e a QatarEnergy, tornando a Sinopec a primeira petroleira asiática a participar da expansão oriental do projeto de gás natural liquefeito North Field do Catar, com 5% de participação em um trem de GNL de 8 milhões de toneladas por ano.

## No Brasil
No Brasil, a Sinopec iniciou suas atividades em 2004, quando os governos brasileiro e chinês buscavam alianças estratégicas. O gasoduto Gasene tornou-se um dos maiores empreendimentos de cooperação entre os dois países. Nesse ínterim, a Sinopec e a Petrobras também assinaram um contrato de cooperação estratégica. Tendo uma base sólida, a Sinopec International Petroleum Service do Brasil Ltda. foi legalmente fundada em fevereiro de 2005 como subsidiária da Sinopec Service. 
Em abril de 2006, após uma negociação longa e difícil, a Sinopec Service ganhou o contrato EPC do empreendimento Gascav (trecho sul do gasoduto Gasene de 1.370 km). Concluído com êxito ao final de 2007, o empreendimento Gascav foi considerado um dos projetos com melhor desempenho do ano pela Petrobras. O então presidente Lula da Silva avaliou positivamente o desempenho da Sinopec no Brasil. Gasene criou mais de 10.000 empregos locais.
No dia 27 de dezembro de 2007, a Sinopec Service celebrou um contrato com a Petrobras e tornou-se a contratada EPC do empreendimento Gascac(trecho norte do Gasene), que tem 974 km de extensão de Cacimbas a Catu. O projeto está em desenvolvimento. 
Durante a visita do presidente Lula à Pequim em maio de 2009, um novo Memorando de Entendimento foi firmado entre a Sinopec e a Petrobras, sob o qual as duas empresas estabeleceram a cooperação em diversas áreas incluindo exploração, produção, refino, petroquímicos e o fornecimento de bens e serviços relacionados. 
A Sinopec desenvolve diversas ações com foco em Segurança, meio ambiente, saúde, educação profissional, promovendo geração de empregos e renda, qualificação profissional e a valorização das potencialidades locais.
Em 2010, a Sinopec se juntou a espanhola Repsol para criação de uma joint-venture no Brasil chamada Repsol Sinopec Brasil. Com a criação a Repsol passou a deter 60% do capital, enquanto a Sinopec fica com 40% das suas ações.